# 1868 no desporto

## Nascimentos
| Data           | Nome           | Profissão  | Nacionalidade  | Observações | Ref   |
| -------------- | -------------- | ---------- | -------------- | ----------- | ----- |
| 2 de janeiro   | Arthur Gore    | tenista    | Reino Unido    | m. 1928     | [ 1 ] |
| 25 de maio     | Dawid Janowski | enxadrista | Polónia        | m. 1927     | [ 2 ] |
| 28 de outubro  | James Connolly | atleta     | Estados Unidos | m. 1957     | [ 3 ] |
| 24 de dezembro | Emanuel Lasker | enxadrista | Alemanha       | m. 1941     | [ 4 ] |

## Mortes
| Data       | Nome       | Profissão  | Nacionalidade | Observações | Ref   |
| ---------- | ---------- | ---------- | ------------- | ----------- | ----- |
| 18 de maio | Carl Mayet | enxadrista | Alemanha      | n. 1810     | [ 5 ] |